# كاري شيفيلد
كاري شيفيلد (بالإنجليزية: Carrie Sheffield)‏ هي صحفية وصحفية سياسية أمريكية، ولدت في عقد 1980.